# Iakîmenkî, Nedrîhailiv
Iakîmenkî (în ucraineană Якименки) este un sat în comuna Hrînivka din raionul Nedrîhailiv, regiunea Sumî, Ucraina.

## Demografie
Componența lingvistică a localității Iakîmenkî
     Ucraineană (99,09%)
Conform recensământului din 2001, majoritatea populației localității Iakîmenkî era vorbitoare de ucraineană (99,09%), existând în minoritate și vorbitori de alte limbi.